# Csáky Ferenc
Körösszegi és adorjáni gróf Csáky Ferenc (1630–1670) Szepes vármegye főispánja, Felső-magyarországi főkapitány.

## Élete
Apja Csáky (VIII.) István Kolozs vármegye főispánja, császári és királyi kamarás és tanácsos, 1638-ban nyerte el családja számára Szepes vármegye örökös főispánságát. Anyja Forgács Éva
Főkapitánynak a király nevezte ki Kassán, 1665-ben, a közelégületlenség némi „csendesítése” miatt. A felső magyarországi  és a bánya-városi véghelyek főkapitánya Kassán székelt, ezért legtöbbször kassai kapitánynak is nevezték. A főkapitány parancsolt a felügyelete alá tartozó végvári katonaságnak, a rendelkezéseit követniük kellett az ottani főurak, vármegyék és városok hadainak.
Mint főkapitány csak neki volt joga és egyben feladata megválaszolni a török elöljárók leveleit, amelyet a különböző magyar végvári kapitányokhoz írtak. Ezek a levelek mind bekerültek a Csáky levéltárba és ezek a dokumentumok igen sokoldalú és színes források a tiszántúli hódoltság problémáinak a vizsgálatához az 1660 és 1670-es évekre vonatkozólag.
Miután Csáky gróf részt vett a Thököly felkelésben, ezért  1671-ben hűtlenség miatt részvétele miatt a tulajdonában lévő felső-magyarországi bányavidék közül az egyik Szomolnok-Gölnic környéki bányák fele részét a kincstár lefoglalta, s ezeket Kassán székelő szepesi királyi kamara kezelte. Ezek csak 1693-ban kerültek vissza Csáky Istvánhoz I. Lipót magyar király adománya folytán.
Nagyon sok forrás maradt fenn Csáky Ferenc mint főkapitány leveleiből.
Csak példaként kettő:
• Csáky Ferenc főkapitány levele az egri pasához (1670. október 20-án).
• Gróf Csáky Ferenc Magyarország felső részeinek főgenerálisa, Kassán 1688. október 5-én nagy kunokat háborgató csavargók ellen oltalmat igér.
A Zrinyi és Frangepán összeesküvés miatt gróf Csáky Ferenc halála után, a király németeket nevezett ki kassai főkapitánynak. Majd 1687-ben ismét a családból Csáky Istvánt nevezte ki főkapitánynak Eszterházy Pál nádor javaslatára.